# Навесті (річка)
Навесті (ест. Navesti River, пол. Nawwast, рос. Навасть)  — річка в Естонії, у Ярвамаа, Вільянімаа, Йиґевамаа, Пярнумаа повітах. Ліва притока Пярну (басейн Балтійського моря).

## Опис
Довжина річки 100 км, найкоротша відстань між витоком і гирлом — 56,39 км, коефіцієнт звивистості — 1,78, середньорічна витрата води у гирлі — 27,9 м³. Площа басейну водозбору 3000 км².

## Розташування
Бере початок у селі Пялластвере. Спочатку тече переважно на південний схід, у селі Лоопре повертає на південний захід і тече до Курнувере. Далі тече на пінічний захід через село Навесті і біля Ялевере повертає на південний схід. У селі Йиесуу впадає у річку Пярну.
Притоки: Рясна ойя, Паріка ойя, Арйаді ойя, Тоон ойя, Халлісте (ліві); Ряпу ойя, Нацла ойя, Мяярама ойя, Саарійгі, Каансоо ойя, Вене ойя, Тохера ойя, Сібен ойя (праві).

## Цікаві факти
- На лівому березі річки у селі Імавере розташований Естонський музей молока.
- У пригирловій частині річка протікає через Національний парк Соомаа.